# Parviz Parastui
Parviz Parastui (também conhecido como Parastooee ou Parastouei, em persa: پرویز پرستویی :  , nascido a 24 de junho de 1955) é um  actor e cantor iraniano.

## Vida pessoal
Parviz Parastui nasceu em Kabudrahang, província de Hamadan e é descendente de iranianos do Azerbaijão.

## Carreira
Parviz Parastui tinha trabalhado no poder judicial antes de converter-se em actor. Começou a sua carreira ao protagonizar o filme Diar-e Asheghan.
Após protagonizar filmes como Pishtazan-e Fath e Caça Parastui actuou como Sadeq Meshkini, um papel de comédia na aclamado e ainda controverso filme Leily is with me dirigido por Kamal Tabrizi. O filme de guerra Leily atraiu uma nova perspectiva sobre a Guerra Irão–Iraque, que até então era vista como um tema tabu. O filme conta a cómica história de um empregado da Televisão Iraniana, temeroso da guerra, que sem o saber, avança directamente às linhas inimigas, enquanto na realidade trata de fugir da guerra, quando é levado a acompanhar um director a uma cidade próxima às linhas inimigas para filmar um documentário. Desde então, Parastui tem ampliado a sua presença na comédia como actor de cinema ao protagonizar outros revolucionários filmes de comédia.
Parastui também actuou em alguns filmes de guerra como: The Red Ribbon, The Glass Agency e Dead Wave, entre outros. Ebrahim Hatamikia dirigiu a maior parte destes filmes de guerra. Parastui tinha sido conhecido como um comediante pelos seus papéis em The Snowman, The Glass Love, e Mard-e Avazi, antes de interpretar um papel no filme satírico O Lagarto, outra obra de Kamal Tabrizi. Ganhou grande popularidade e fama mais tarde, devido à sua personagem em Marmoulak como Reza Marmoulak.

## Carreira na televisão
Parastui tem trabalhado de forma limitada para a televisão, com algumas séries como: The Apartment, Imam Ali, The Red Soil, e Under the Pillory (Zir-e Tigh). A sua actuação em Under the Pillory (Zir-e Tigh) valeu-lhe a admiração generalizada do povo. Foi galardoado como o Melhor Actor de Programas de televisão da categoria internacional no Festival Roma, por Zire Tigh.

## Filmografia
| Ano  | Filmes                             | Título em inglês                     | Director                 |
| ---- | ---------------------------------- | ------------------------------------ | ------------------------ |
| 1983 | Diar-e Asheghan                    | Land of Lovers                       | Hassan Karbakhsh Ravari  |
| 1984 | Pishtazan-e Fath                   | Conquest Vanguards                   | Naser Mohammadipour      |
| 1987 | Sazmane 4                          | Secret Agency                        | Hassan Javanbakhsh       |
| 1988 | Shekar                             | Hunting                              | Majid Javanmard          |
| 1990 | Hekayate An Marde Khoshbakht       | The Adventures of that Fortunate Man | Reza Heydarnejad         |
| 1991 | Maar                               | The Snake                            | Majid Javanmard          |
| 1992 | Emam Ali (TV series)               | Imam Ali                             | Davoud Mirbagheri        |
| 1995 | Adam Barfi                         | The Snowman                          | Davoud Mirbagheri        |
| 1996 | Leily Ba Man Ast                   | Leily Is with Me                     | Kamal Tabrizi            |
| 1996 | Ava-ye Fakhteh (TV series)         | The voice of the Cuckoo              | Bahman Zarin             |
| 1997 | Zir-e Chatr-e Khorshid (TV series) | Under the Umbrella of the Sun        | Bahman Zarrinpour        |
| 1997 | Mehr-e Madari                      | Motherly Love                        | Kamal Tabrizi            |
| 1997 | Ravani                             | The Mad                              | Dariush Farhang          |
| 1997 | The Glass Agency                   | Ajanse Shishei                       | Ebrahim Hatamikia        |
| 1997 | Marde Avazi                        | The Changed Man                      | Mohammad Reza Honarmand  |
| 1999 | Rooban-e Ghermez                   | Rede Ribbon                          | Ebrahim Hatamikia        |
| 1999 | Shookhi                            | Joking                               | Homayoun Assadian        |
| 2000 | Eshgh-e Shisheh-yi                 | The Glass Love                       | Reza Heydarnejad         |
| 2000 | Moomiayi 3                         | Mummy III                            | Mohammad Reza Honarmand  |
| 2001 | Molhe Mordeh                       | The Dead Wave                        | Ebrahim Hatamikia        |
| 2001 | Ab va Atash                        | Water & Fire                         | Fereydoun Jeyrani        |
| 2001 | Khak-e Sorkh (TV series)           | The Rede Soil                        | Ebrahim Hatamikia        |
| 2002 | Azizam Man Kook Nistam             | I'm not winded                       | Mohammad Reza Honarmand  |
| 2002 | Divanei Az Ghafas Parid            | One Flew Over the Cukoo's Nest       | Ahmadreza Motamedi       |
| 2003 | My Lady                            | Banooye Man                          | Yadollah Samadi          |
| 2004 | Duel                               | Duel                                 | Ahmad Reza Darvish       |
| 2004 | Marmoulak                          | The Lizard                           | Kamal Tabrizi            |
| 2005 | Cafe Transit                       | Border Cafe                          | Kambuzia Partovi         |
| 2005 | The Willow Tree                    | Beed-e Majnoon                       | Majid Majidi             |
| 2006 | Be Name Pedar                      | In the Name of the Father            | Ebrahim Hatamikia        |
| 2006 | Zire Tigh (TV series)              | Under the Pillory                    | Mohammad Reza Honarmand  |
| 2006 | Fans                               | Fans                                 | Mohammad Rahmanian       |
| 2007 | Padashe Sokoot                     | Reward of Silence                    | Maziar Miri              |
| 2007 | Sad Saia Be In Sal-ha              | Miss Iran                            | Saman Moghaddam          |
| 2008 | The Book of Law                    | Ketabe Ghanoon                       | Maziar Miri              |
| 2008 | Bist                               | Twenty                               | Abdolreza Kahani         |
| 2010 | Sizdah 59                          | Thirteen 59                          | Saman Salur              |
| 2010 | Khers                              | Bear                                 | Khosro Masumi            |
| 2011 | Man-o Zbia                         | Ziba and I                           | Fereydoun Hassanpour     |
| 2013 | Mehman Darim                       | We Guests                            | Mohammad Mehdi Asgarpour |
| 2014 | Today                              | Emrooz                               | Reza Mirkarimi           |
| 2014 | Wake for Three Days                | Bidari Baraye Se Rooz                | Masoud Amini             |
| 2014 | Buffalo                            | Bofalou                              | Kaveh Sajjadi            |
| 2015 | Two                                | Dou                                  | Soheila Golestani        |
| 2015 | Bodyguard                          | Badigard                             | Ebrahim Hatamikia        |